# Hrabstwo Wakulla
Wakulla – hrabstwo w stanie Floryda, w USA. Jego siedzibą administracyjną jest Crawfordville, a największym miastem Sopchoppy.
Powierzchnia hrabstwa to 1906 km², w tym 334 km² (17,6%) stanowią wody. Gęstość zaludnienia wynosi 22,3 osoby/km².

## Miejscowości
- Sopchoppy
- St. Marks

## CDP
- Panacea
- Crawfordville

## Sąsiednie hrabstwa
- Hrabstwo Leon – północ
- Hrabstwo Liberty – zachód
- Hrabstwo Franklin – południowy zachód
- Hrabstwo Jefferson – wschód

## Demografia
Według spisu z 2020 roku liczy 33,8 tys. mieszkańców, co oznacza wzrost o 9,7% w porównaniu z poprzednim spisem z roku 2010. Według danych pięcioletnich z 2022 roku 82,2% to biali (78,6% nie licząc Latynosów), 13,6% czarnoskórzy lub Afroamerykanie, 2,6% miało rasę mieszaną, 0,8% to rdzenna ludność Ameryki i 0,7% Azjaci. Latynosi stanowili 4,5% populacji hrabstwa.

## Polityka
Hrabstwo silnie republikańskie, gdzie w wyborach prezydenckich w 2020 roku, 70% głosów otrzymał Donald Trump i 29,1% przypadło dla Joe Bidena. 